# Andrew Jackson
Andrew 'Old Hickory' Jackson (født 15. marts 1767, død 8. juni 1845) var USA's 7. præsident fra 1829 til 1837. Han var militær guvernør i Florida (1821), øverstbefalende over de amerikanske styrker i slaget om New Orleans i 1815 og hans navn er blevet et eponym i udtrykket jacksonsk demokrati. Jackson var den dominerende skikkelse i USA's politik i 1820'erne og 1830'erne. Han var med sine politiske ambitioner med til at forme det moderne demokratiske parti. Hans eftermæle er blandet, fordi han var beskytter af den individuelle frihed, men gik ind for udryddelse af indianerne og var for slaveriet. Han var kendt som en barsk politiker med en fortid fra udvidelsen mod vest. Hans portræt findes på den amerikanske tyvedollarseddel.

## Opvækst
Jackson kom til verden ved foden af Appalacherne på grænsen mellem North Carolina og South Carolina kun to år efter, at forældrene var indvandret fra Ulster i Irland. Hans far, som han blev opkaldt efter, døde inden drengens fødsel, og moren, Elizabeth Hutchinson, sad alene med tre sønner, men sørgede for, at de fik lært at læse og skrive. Den ældste, Hugh, faldt under den amerikanske uafhængighedskrig, hvor de to yngre brødre, Robert og Andrew, deltog som ordonnanser. Som krigsfanger hos briterne blev begge drenge smittet af kopper, der kostede både Robert og deres mor livet. Som fjortenårig var Andrew Jackson den eneste overlevende af en hel familie, arret af kopper og sabelhug og med et uudslukkeligt had til Storbritannien.
I 1781 arbejdede Jackson på sadelmagerværksted. En mindre arv fra bedstefaren i Irland ødede han væk på det søde liv i Charleston, før han tog fat på jura – samtidig med at han var anfører for en ungdomsbande i den lille by Salisbury, North Carolina.

## Livet vestpå
Som nyuddannet jurist fik Jackson en stilling i Nashville i Tennessee, hvor han påtog sig pengeinddrivelser. Han begyndte at tjene pænt under den lovløshed, der herskede i de vestlige stater. Mange af hans opgaver handlede om at afgøre retten til land samt om trusler og vold. Han blev udpeget som anklager for Vestdistriktet og efter 1791 til samme post i Tennessee.
Jackson var medlem af den forsamling, der i 1796 fik Tennessee optaget som delstat i Unionen. Han sad først i Repræsentanternes Hus og blev i 1797 valgt til Senatet, men følte sig ikke vel tilpas med politik og trak sig ud allerede i 1798. Han blev nu udnævnt til dommer, men mistede også tålmodigheden over for juridiske spidsfindigheder og var glad, da han i 1804 kunne nedlægge sit dommerhverv.
Ved siden af karrieren som jurist og politiker tjente han godt som plantageejer og ved handel. I 1803 åbnede han den første blandede købmandshandel i byen Gallatin, Tennessee, og året efter erhvervede han sig "Eremitagen", en plantage på 2,6 km² i nærheden af Nashville. Han føjede senere yderligere 1,5 km² jord til plantagen, hvor han først og fremmest dyrkede bomuld med slaver som arbejdskraft. 150 slaver på højdepunktet.

### Militærkarriere
Fra 1801 havde Jackson som oberst ledet militsen i Tennessees vestdistrikt, og i 1812 lige før den britisk-amerikanske krig overtog han kommandoen over hele delstatens milits. Under krigen indlagde Jackson sig stor hæder for sit forsvar af New Orleans, som briterne truede. Han var en barsk officer, men populær blandt sine soldater. Det blev sagt, at han var "tough as old hickory (wood)" – "hård som gammelt valnøddetræ" – på slagmarken, hvoraf hans øgenavn opstod. I slaget om New Orleans 8. januar 1815 besejrede hans 5.000 mand briternes 7.500. Tabstallene var for briterne 2.037 (291 dræbte, 1.262 sårede og 484 tilfangetagne eller forsvundne) mod 71 amerikanerne (13 dræbte, 39 sårede og 19 forsvundne).
Høvding Tecumseh var under den britisk-amerikanske krig ved at opbygge en samling af oprindelige amerikanere omkring creek-indianerne i det nordlige Alabama og Georgia, og de angreb nybyggere og dræbte omkring fire hundrede ved Ford Mims-massakren 30. august 1813. I den følgende creek-krig anførte Jackson de amerikanske styrker, der ud over Tennessee-militsen bestod af føderale soldater og venligtsindede indianere som cherokee, choctaw og visse grene af creek-folket.
Jacksons hær besejrede de indianske krigere i slaget ved Horseshoe Bend i 1814, hvor otte hundrede krigere blev dræbt. Blandt dem, der tjente under ham, var Sam Houston og David Crockett. Efter slaget gennemtrumfede Jackson Fort Jackson-aftalen, der gav 81.000 km² fra creek-indianerne til de hvide nybyggere. Efter det blev Jackson udnævnt til generalmajor i den føderale hær med kommando over tropperne i Tennessee, Mississippi og Louisiana.
Hans indsats i krigen mod indianerne og briterne, særligt slaget om New Orleans, gjorde ham til nationalhelt, og han modtog en guldmedalje af Kongressen i 1815.
I 1817 fik Jackson af præsident James Monroe til opgave at lede en straffeekspedition mod en gruppe creek- og seminole-indianere, flygtede slaver og engelske fribyttere, der førte en lovløs tilværelse i det sydlige Georgia. Derudover skulle han forhindre det spanske Florida i at blive tilflugtssted for bortløbne slaver. Ordren var dog ikke så entydigt formuleret, og Jackson mente, at den bedste måde at løse opgaven på var ved at erobre Florida.
Indianerne angreb Jacksons mænd, men derved var de sårbare på deres bosteder og marker, som Jackson brændte ned. Samtidig opsnappede han breve, der antydede, at spanierne og briterne støttede indianerne mod Unionen, og han indtog Pensacola uden større problemer. Her afsatte han den spanske guvernør, og han fangede, dømte og henrettede to englændere, som aktivt havde støttet indianerne.
Affæren udløste skarpe protester fra Spanien, som Unionen ikke var i krig med, og Storbritannien. Præsident Monroe var stemt for at stille Jackson tjenstligt til ansvar. Men Jackson havde også støtter i Washington DC, særligt i form af udenrigsminister (og senere præsident) John Quincy Adams, der ad diplomatiets veje overbeviste spanierne om det kloge i at afgive Florida til Unionen. Det skete i 1819, og sagen mod Jackson blev stillet i bero. To år senere blev Jackson valgt som den første guvernør i Florida, men efter et halvt år opstod der ny uenighed mellem ham og regeringen, og han trak sig fra posten.

## Vejen til præsidentposten

### Valget i 1824
I 1822 udpegede politiske kredse i Tennessee Jackson som deres kandidat til præsidentvalget i 1824. Han mente ikke selv, han var velegnet som præsident, og i Washington blev han regnet som meget kontroversiel. Men han var enestående populær blandt befolkningen i sin rolle som nybyggernes beskytter mod de indfødte, og han var derfor i spil til valget. Der var kun ét fungerende parti i Unionen, nemlig det demokratisk-republikanske parti, og det havde for vane at finde præsidentkandidaten ved et uformelt møde. Imidlertid var der netop ved at opstå modstand mod den fremgangsmåde, og en lang række delegerede boykottede nomineringsmødet.
finansminister William H. Crawford blev opstillet, men en måned senere opstillede nogle af de fraværende fra Pennsylvania Jackson til valget. Desuden blev udenrigsminister Adams og formanden for Repræsentanternes Hus Henry Clay opstillet, så der var fire kandidater, alle fra samme parti.
Jackson fik flest stemmer, men ikke absolut flertal. Repræsentanternes Hus udpegede derpå John Quincy Adams til ny præsident, hvad Jackson forståeligt nok opfattede som et spil i kulisserne. Af princip ville han nu være præsident, og stillede igen til valget i 1828.

### Valget i 1828
Efter at være vraget som præsident trak Jackson sig som senator i 1825 for at koncentrere sig om at blive valgt ved det kommende valg. Det demokratisk-republikanske parti var opløst efter valget i 1824, og af resterne opstod det demokratiske parti med Martin Van Buren som en af bagmændene. Sammen med vicepræsident John C. Calhoun og journalisten Thomas Ritchie støttede han aktivt Jacksons nominering. Over for ham stod præsident Adams, der nu tilhørte det nationalrepublikanske parti.
Valgkampen blev den mest beskidte, man hidtil havde set i USA, og undervejs søgte Jacksons modstandere at give ham øgenavnet "Jackass" (æsel) med et ordspil på hans navn. Overraskende nok syntes Jackson godt om dette navn og brugte det som symbol. Det holdt ikke længe, men symbolet blev overtaget af det demokratiske parti, der også i nutiden bruger æslet som symbol.
Også på andre punkter var valgkampen rettet mod personerne mere end politikken. De to kandidater førte ikke selv kampagner, men deres tilhængere og pressen var nådesløse. Et af angrebene på Jackson gik på, at hans kone Rachel var bigamist. Dette hentydede til hændelser, der var mange år gamle (fra begyndelsen af 1790'erne), og Jackson var rasende på modstanderne. Rachel nåede at opleve, at Andrew Jackson blev valgt, men hun døde pludseligt lige før jul og opnåede ikke at se ham i embedet.
Med kun to kandidater vandt Jackson en overvældende sejr ved valget, og man fik begrebet jacksonsk demokrati, altså at folket og ikke den politiske elite afgør, hvem der skal styre landet.
I forbindelse med sin indsættelse inviterede Jackson folket til at overvære et bal i Det Hvide Hus. Det tog en meget stor skare af overvejende fattige mod, og de tog sådan for sig af serveringen, at bygningen måtte renoveres.

## Præsidentperioden

### 1829-1833
Jackson var ingen rask mand ved indsættelsen som præsident, men foretog en grundig udskiftning af stabsmedlemmerne og fik indsat dem, der havde støttet hans kandidatur. Derefter blev det normen, at et præsidentskifte medfører udskiftninger i embedsapparatet, det såkaldte spoils-system.
Blandt Jacksons vigtige sager var indførelsen af valgmandskollegiet, der sikrer, at præsidenten ikke vælges af en lille elite, men trods alt vælges indirekte, ved at vælgerne ved et præsidentvalg ikke stemmer på selve kandidaten, men på valgmænd, der så vælger præsidenten. Dette system bruges fortsat i USA.
En af de store sager var den såkaldte "ophævelseskrise". Ophævelsen handlede om at ophæve unionslovene i de enkelte delstater, og anledningen til krisen var en meget høj toldsats på importerede varer, der i 1828 var vedtaget af Unionen. Det var de nordlige delstater, der havde al interesse af den høje toldsatser for at gøre sin egen industri konkurrencedygtig. Sydstaterne ønskede derimod lave toldsatser, da de baserede sig på eksport af tobak og bomuld og ellers var afhængige netop af importvarer. Fortaler for sidstnævnte standpunkt var vicepræsident Calhoun, bosat i South Carolina.
South Carolinas parlament besluttede at erklære toldloven ugyldig i delstaten, og henviste til sin forfatningsmæssige ret til at sætte en forbundslov ud af kraft, hvis den stred imod delstatens egne interesser. Jackson var enig i, at toldsatserne var for høje, men var alligevel parat til at sætte hæren ind, hvis South Carolina ikke godtog toldsatserne, som de var. Han, der havde gjort oprør mod magteliten, satte nu selv Unionen over enkeltstaterne.
At det ikke kom til et egentligt politisk sammenstød mellem Jackson og Calhoun, der repræsenterede henholdsvis centralstaten og enkeltstaterne, skyldtes en stor indsats fra senator Henry Clay, som fik nedsat toldsatsen — den oprindelige årsag til South Carolinas løsrivningstrussel — og støttede Jackson i kampen for at håndhæve de centralt vedtagne love.
En af de mest kontroversielle handlinger i den første præsidentperiode var hans håndtering af indianerne. I 1828 fandt man guld i cherokee-stammens område i Georgia. Da nybyggerne ønskede både guldet og jorden, indførte delstatsregeringen love for at tvinge stammen vestpå. Cherokeserne var imidlertid godt orienterede om deres rettigheder i den traktat, de havde indgået med Unionen, og klagede til Højesteret, der gav dem medhold.
Helt modsat den holdning, han havde udvist i toldsagen, lod Jackson delstaten gøre, hvad den ville i sagen mod cherokeserne. Helt uanfægtet af Højesterets afgørelse fordelte Georgia stammens jord blandt nybyggerne og anviste indianerne et reservat i Oklahoma.
Årsagen til Jacksons holdning i cherokee-sagen var hans holdning om at forflytte indianerne inden for Unionens grænser og vestud. Dette havde han både gået ind for og praktiseret tidligere i sin karriere. Hans holdning var ganske vist den, at indianerne skulle flytte frivilligt, men hvis de valgte at blive, skulle de overholde lovene, som var vedtaget af USA's og de enkelte delstaters regeringer, hvor de ikke havde indflydelse.
Efterhånden blev cherokeserne så pressede, at den mindst ringe løsning var at afhænde jorden (til en pris fastsat af regeringen) og flytte. Dette skete i flere omgange, og i midten af 1840'erne var omkring 45.000 cherokesere og andre folk på denne måde givet efter for presset og flyttet vestpå.
Ved valget i 1832 blev Jackson genvalgt efter storsejr over modkandidaten Henry Clay. Jackson benyttede sig af lejligheden til at udskifte sin besværlige vicepræsident Calhoun med Martin Van Buren.

### 1833-1837
En af de første hændelser, der vedrørte Andrew Jackson i den anden præsidentperiode, var et attentatforsøg på ham. Jackson havde tidligere underskrevet en afskedigelse af en højtstående marineofficer på grund af underslæb. Denne forsøgte nu at slå Jackson ihjel, men det lykkedes ikke, og manden blev fanget af Jacksons tilhængere. Jackson ønskede imidlertid ikke at stille ham til regnskab for attentatet.
Et par år senere var Jackson til begravelse, og lige da han skulle til at forlade højtideligheden brød en engelsk arbejdsløs og fattig maler ud af menneskemængden og trak en pistol, som han affyrede mod Jackson. Imidlertid klikkede den, hvorpå han trak endnu en pistol, som også klikkede. Manden blev derpå pågrebet, og han blev senere erklæret mentalt forstyrret, hvorfor han ikke blev straffet for attentatforsøget.
Den anden præsidentperiodes væsentligste sag var kampen mod Bank of the United States. Denne fungerede som Unionens nationalbank, men havde en licens, der ville udløbe i 1836. Jackson var utryg ved, at kontrollen over pengesystemet lå hos et privat firma med egne interesser. Kongressen vedtog i 1832 en fornyelse af licensen, men Jackson havde nedlagt veto mod loven. Nationalbankens direktør svarede med at stramme rentesatsen og inddrage lån, hvad der kun bidrog til at bekræfte rigtigheden af Jacksons beslutning, da han gennemførte en fordeling af statens økonomiske interesser på flere banker. Kongressen kunne sætte hans veto ud af spil, og Senatet protesterede, da Jackson egenmægtigt overførte Unionens indestående midler i centralbanken til 24 forskellige banker rundt om i delstaterne.
Det blev nu nemmere at få banklån, men en konsekvens var inflation og jordspekulation. En lov indført i 1836 krævede, at køb af offentligt ejet jord skulle betales i guld eller sølv, hvad der resulterede i en serie bankkrak, fordi bankerne havde udstedt flere pengesedler, end der var dækning for i ædelmetaller. Men Jacksons præsidentperiode var nu ved at udløbe, så det blev hans efterfølger Martin van Buren, der kom til at sidde med problemet.
Til gengæld lykkedes det for Jackson at nedbringe statsgælden, der i 1835 var nede på næsten 34 millioner dollars, hvilket var det laveste siden det første regnskabsår i 1791. Jackson var samtidig den eneste amerikanske præsident hidtil, som har formået at nedskære gælden. Det blev dog kun en kort fornøjelse, idet en krise nogle år efter hans afgang medførte en voldsom forøgelse af gælden igen.
I Jacksons sidste måneder som præsident erklærede Texas, der overvejende var beboet af amerikanere, sig uafhængig af Mexico. Politikere fra nordstaterne var ikke meget for at få endnu en slavestat i Unionen, men for at beskytte oprørsstaten mod mexicansk aggression, blev Jacksons sidste embedshandling alligevel at anerkende Texas' selvstændighed.

## Familie og privatliv
Kort efter at Andrew Jackson var kommet til Nashville i 1788 indlogerede han sig på et pensionat hos Rachel Stockley Donelson, enke efter eventyreren John Donelson. Her lærte han værtindens datter Rachel Donelson Robards at kende. Hun var ulykkeligt gift med kaptajn Lewis Robards, en mand med et hidsigt temperament og dertil voldsomt jaloux. Af denne grund blev parret separeret i 1790. Jackson giftede sig efterfølgende med Rachel Robards, da han erfarede, at hun var blevet skilt. Imidlertid var skilsmissen ikke endeligt stadfæstet, og derfor var Jacksons ægteskab med Rachel juridisk ugyldigt. I 1794 gik skilsmissen endelig på plads, og Andrew og Rachel Jackson blev nu lovformeligt gift. Der er dog også beviser for, at Rachel agerede som og kaldte sig Andrew Jacksons kone, også inden ansøgningen om skilsmisse overhovedet var indgivet.
Omstændighederne om hans ægteskab med Rachel skulle blive et problem for Jackson i mange år fremover. Han var endvidere meget opmærksom på og hadede angreb på sin hustrus ære. Han var derfor hurtig til at forlange æresoprejsning, når sådanne angreb forekom, og han udkæmpede tretten dueller i tidens løb, heraf mange af netop den grund. Denne kendsgerning udnyttede hans politiske modstandere ofte, også i forbindelse med præsidentvalgene mange år senere. Kun én person blev dræbt i disse dueller, og det var netop en mand, Charles Dickinson, som Jacsons politiske modstandere havde lokket til at hidse ham op med henvisning til hans kones bigami. I duellen, der fandt sted i 1806, skød Dickinson, der var berømt for sine mange dueller, først Jackson og ramte hans ribben, men efterfølgende skød Jackson igen med fatale følger for Dickinson. De mange dueller fik også følger for Andrew Jackson, og det nævnte eksempel var ingen undtagelse: Dickinsons kugle blev siddende i brystet, men var så tæt ved hjertet, at den ikke ville kunne fjernes igen samtidig med, at han overlevede, hvis den var gået længere ind. Med de øvrige sår og skader havde Jackson mén af sine dueller resten af livet, hvor han næsten konstant havde ondt og jævnligt hostede blod op.
Rachel Jackson døde få uger, før Jackson blev indsat som præsident første gang. Andrew Jackson beskyldte John Quincy Adams for at være årsag til hendes død, da ægteskabsskandalen endnu en gang var bragt op under valgkampen. Han mente, at dette havde fremskyndet hendes død, og han tilgav aldrig Adams.
Rachel og Andrew Jackson var barnløse, men adopterede to børn: Andrew Jackson Jr., der var søn af Rachels bror Severn Donelson, og Lyncoya, en forældreløs dreng af creek-slægt, som de optog i deres familie efter creek-krigen. Det var Jacksons plan at få Lyncoya optaget på West Point-militærakademiet, men Lyncoya døde som 16-årig af tuberkulose. Parret var endvidere værger for otte andre børn, heraf tre sønner af en anden bror til Rachel, der døde i 1804. Også de øvrige af disse børn var forældreløse.
Efter Rachels død inviterede Jackson Rachels niece Emily Donelson til at være værtinde i Det Hvide Hus. Emily var gift med Andrew Jackson Donelson, der var Jacksons privatsekretær, og som senere stillede op som vicepræsidentkandidat ved præsidentvalget i 1856. Efter en personskandale i regeringskredsen blev forholdet mellem Jackson og Emily anstrengt, og de to havde ikke noget med hinanden at gøre i mere end et år. De blev dog forsonet igen, og Emily kunne genoptage sin plads som værtinde. Jacksons svigerinde, Sarah Yorke Jackson, blev i 1834 ligeledes værtinde, og det er den eneste gang i historien, hvor der har været to kvinder, der samtidig har virket som (uofficielle) førstedamer i USA. Da Emily døde af tuberkulose i 1836, fortsatte Sarah alene med værtindeopgaverne.
Jackson levede endnu i otte år efter at have forladt det Hvide Hus. Hans helbred besværede ham, og dertil de økonomiske problemer forbundet med adoptivsønnens stadige gæld, som faren så sig tvunget til at betale. Han havde dog held til at beholde familiens ejendom ved Nashville, hvor han ligger begravet ved siden af Rachel. I lighed med Thomas Jefferson ville han ikke have sin tid som præsident påført gravstenen; der står efter hans eget ønske kun General Jackson.
Som person var han en slank mand på omkring 1,85 m med en vægt på omkring 64 kg. Som ung havde han en ildrød hårpragt, der dog var blevet fuldstændig grå, da han som 61-årig blev præsident, og hans blå øjne havde et meget skarpt blik. Med sine mange duelsår var han en af de mere legemligt skrøbelige præsidenter i amerikansk historie. Han led ofte af migræne og mavesmerter, og han havde en ubehagelig hoste, der skyldtes en kugle i lungen, der aldrig var blevet fjernet. Som nævnt fulgte der jævnligt blod med i disse hosteanfald, og undertiden rystede hele kroppen. Da han døde efter otte års pension, var årsagen en kombination af tuberkulose, vattersot og et hjerteanfald.
I sit testamente efterlod han stort set alt til sin søn Andrew Jackson Jr. Hans eftermæle har i tidens løb været tvetydigt: På den ene side roses han for sit forsvar for et ægte folkestyre og for den personlige frihed, men på den anden side var han aktiv som slaveholder og i at forjage indianerne.

## Mindesmærker
I USA findes en lang række mindesmærker for Andrew Jackson, heriblandt fire næsten identiske rytterstatuer af ham. En lang række stednavne bærer hans navn, heriblandt Jacksonville (Florida), Jackson, Mississippi og Jackson, Tennessee. Dertil kommer parker, skoler, veje samt et krigsskib.
Et af de mest kendte minder om ham er portrættet på den amerikanske tyvedollarseddel. Tidligere har han optrådt på andre sedler